# Liste des présidents de la Croatie
Pour un article plus général, voir Président de la république de Croatie.
Cet article dresse la liste des présidents de la république de Croatie depuis l'indépendance du pays vis-à-vis de la Yougoslavie communiste en 1990.
Depuis l'élection du premier président Franjo Tuđman en 1990, cinq personnes, dont une femme Kolinda Grabar-Kitarović, ont officiellement occupé le poste de président. Enfin, deux personnes ont occupé la fonction par intérim. L'actuel titulaire est Zoran Milanović (SDP) depuis le 18 février 2020.

## Liste des titulaires
| N° | Portrait                 | Titulaire (Naissance-mort)             | Élection  | Mandat           | Mandat                              | Mandat                    | Parti politique | Parti politique | Réf.  |
| N° | Portrait                 | Titulaire (Naissance-mort)             | Élection  | Début            | Fin                                 | Durée                     | Parti politique | Parti politique | Réf.  |
| -- | ------------------------ | -------------------------------------- | --------- | ---------------- | ----------------------------------- | ------------------------- | --------------- | --------------- | ----- |
| 1  | Franjo Tuđman            | Franjo Tuđman (1922-1999)              | 1990      | 30 mai 1990      | 12 août 1992                        | 9 ans, 6 mois et 10 jours |                 | HDZ             | [ 2 ] |
| 1  | Franjo Tuđman            | Franjo Tuđman (1922-1999)              | 1992      | 12 août 1992     | 11 août 1997                        | 9 ans, 6 mois et 10 jours |                 | HDZ             | [ 2 ] |
| 1  | Franjo Tuđman            | Franjo Tuđman (1922-1999)              | 1997      | 11 août 1997     | 10 décembre 1999 (mort en fonction) | 9 ans, 6 mois et 10 jours |                 | HDZ             | [ 2 ] |
| —  | Vlatko Pavletić          | Vlatko Pavletić (1930-2007)            | intérim   | 10 décembre 1999 | 2 février 2000                      | 2 mois et 2 jours         |                 | HDZ             | [ 3 ] |
| —  | Zlatko Tomčić            | Zlatko Tomčić (né en 1945)             | intérim   | 2 février 2000   | 18 février 2000                     | 16 jours                  |                 | HSS             | [ 4 ] |
| 2  | Stjepan Mesić            | Stjepan Mesić (né en 1934)             | 2000      | 18 février 2000  | 18 février 2005                     | 10 ans                    |                 | HNS             | [ 5 ] |
| 2  | Stjepan Mesić            | Stjepan Mesić (né en 1934)             | 2005      | 18 février 2005  | 18 février 2010                     | 10 ans                    |                 | HNS             | [ 5 ] |
| 3  | Ivo Josipović            | Ivo Josipović (né en 1947)             | 2009-2010 | 18 février 2010  | 18 février 2015                     | 5 ans                     |                 | SDP             | [ 6 ] |
| 4  | Kolinda Grabar-Kitarović | Kolinda Grabar-Kitarović (née en 1968) | 2014-2015 | 18 février 2015  | 18 février 2020                     | 5 ans                     |                 | HDZ             | [ 7 ] |
| 5  | Zoran Milanović          | Zoran Milanović (né en 1966)           | 2019-2020 | 18 février 2020  | 18 février 2025                     | 5 ans, 4 mois et 14 jours |                 | SDP             | [ 8 ] |
| 5  | Zoran Milanović          | Zoran Milanović (né en 1966)           | 2024-2025 | 18 février 2025  | en cours                            | 5 ans, 4 mois et 14 jours |                 | SDP             | [ 8 ] |